# 인창동
인창동(仁倉洞)은 대한민국 경기도 구리시 서쪽에 서울특별시와 경계를 접하고 있는 동이다. 1986년 1월 1일 구리시 승격으로 인창리 일부와 교문리 일부를 통합하여 인창동으로 행정구역을 개편하였다.

## 역사
인창동은 1914년 부군면 통폐합 당시 양주군 구지면 인장리(仁章里)와 동창리(東倉里)를 병합하며 만들어졌다.
인창동은 주민의 대부분이 비닐하우스를 이용한 채소류 근교농업과 과수재배를 주로하며 종사하였으나, 2009년 12월 3일  보금자리 주택지구로 지정(약 43만평)되면서 신흥 개발지역으로 부상하고 있다. 인창동에 인창공원이 있고 아파트가 중심 쪽으로 몰려 있다.

## 교육
- 건원초등학교
- 인창초등학교
- 동구초등학교
- 동구중학교
- 인창중학교
- 인창고등학교
- 구지초등학교
- 구리초등학교
- 구리중학교
- 구리고등학교

## 아파트
| 단지명                        | 건설사              | 시행사                              | 주소              | 입주        | 비고 |
| ----------------------------- | ------------------- | ----------------------------------- | ----------------- | ----------- | ---- |
| 더샵 그린포레 1단지           | 포스코이앤씨        | 포스코제1직장주택조합               | 인창2로 13        | 2015년 5월  |      |
| 더샵 그린포레 2단지           | 포스코이앤씨        | 포스코제1직장주택조합               | 인창2로 3         | 2015년 5월  |      |
| e편한세상 인창 어반포레       | 대림산업            | 구리 인창동 주택재개발정비사업조합  | 건원대로33번길 9  | 2021년 9월  |      |
| 인창 2차 동문굿모닝힐         | 동문건설㈜          | 경문도시개발㈜                      | 동구릉로53번길 17 | 2007년 2월  |      |
| 아름마을 성원                 | 성원건설            | 성원건설                            | 동구릉로53번길 87 | 1999년 7월  |      |
| 아름마을 삼성 4단지           | 삼성물산㈜ 건설부문 | 인창삼성제5지역주택조합             |                   | 2000년 10월 |      |
| 아름마을 삼성 5단지           | 삼성물산㈜ 건설부문 | 인창삼성제5지역주택조합             |                   | 2000년 10월 |      |
| 아름마을 엘지                 | 엘지건설㈜          | 삼일주택개발㈜ 보광건설㈜           | 동구릉로53번길 67 | 1999년 5월  |      |
| 인창동 동원베네스트           | 동원건설산업㈜      | 동원건설산업㈜ 인창동원지역주택조합 | 동구릉로53번길 42 | 2004년 11월 |      |
| 인창동 대원칸타빌 더 헤리티지 | 대원㈜              |                                     |                   |             |      |

## 문화
- 동구릉
- 고구려 대장간 마을